# 14.ª etapa da Volta a Espanha de 2018
A 14.ª etapa da Volta a Espanha de 2018 teve lugar a 8 de setembro de 2018 entre Cistierna e Les Praeres de Nava sobre um percurso de 171 km e foi vencida pelo ciclista britânico Simon Yates da equipa Mitchelton-Scott, quem recobrou o liderado da Volta.

## Classificação da etapa
| \| Classificação por etapas \| Classificação por etapas \| Classificação por etapas \| Classificação por etapas \| Classificação por etapas \| \| Ciclista \| Ciclista \| Equipe \| Tempo \| \| \| ------------------------ \| ------------------------ \| ------------------------- \| ------------------------ \| ------------------------ \| \| 1. \| Simon Yates \| Mitchelton-Scott \| 4h19m27s \| \| \| 2. \| Miguel Ángel López \| Astana \| + 2s \| \| \| 3. \| Alejandro Valverde \| Movistar Team \| + 2s \| \| \| 4. \| Thibaut Pinot \| Groupama-FDJ \| + 5s \| \| \| 5. \| Nairo Quintana \| Movistar Team \| + 7s \| \| \| 6. \| Steven Kruijswijk \| LottoNL-Jumbo \| + 11s \| \| \| 7. \| Enric Mas \| Quick-Step Floors \| + 19s \| \| \| 8. \| Rigoberto Urán \| EF Education First-Drapac \| + 27s \| \| \| 9. \| Ion Izagirre \| Bahrain-Merida \| + 37s \| \| \| 10. \| Fabio Aru \| UAE Team Emirates \| + 39s \| \| |                    |                           |          |
| |                    |                           |          |
| Fonte: ProCyclingStats |                    |                           |          |
| Classificação por etapas |                    |                           |          |
| Ciclista | Ciclista           | Equipe                    | Tempo    |
| 1. | Simon Yates        | Mitchelton-Scott          | 4h19m27s |
| 2. | Miguel Ángel López | Astana                    | + 2s     |
| 3. | Alejandro Valverde | Movistar Team             | + 2s     |
| 4. | Thibaut Pinot      | Groupama-FDJ              | + 5s     |
| 5. | Nairo Quintana     | Movistar Team             | + 7s     |
| 6. | Steven Kruijswijk  | LottoNL-Jumbo             | + 11s    |
| 7. | Enric Mas          | Quick-Step Floors         | + 19s    |
| 8. | Rigoberto Urán     | EF Education First-Drapac | + 27s    |
| 9. | Ion Izagirre       | Bahrain-Merida            | + 37s    |
| 10. | Fabio Aru          | UAE Team Emirates         | + 39s    |

## Classificações ao final da etapa

### Classificação geral
| \| Classificação geral \| Classificação geral \| Classificação geral \| Classificação geral \| Classificação geral \| \| Ciclista \| Ciclista \| Equipe \| Tempo \| \| \| ------------------- \| ------------------- \| ------------------------- \| ------------------- \| ------------------- \| \| 1. \| Simon Yates \| Mitchelton-Scott \| 59h11m18s \| \| \| 2. \| Alejandro Valverde \| Movistar Team \| + 20s \| \| \| 3. \| Nairo Quintana \| Movistar Team \| + 25s \| \| \| 4. \| Miguel Ángel López \| Astana \| + 47s \| \| \| 5. \| Steven Kruijswijk \| LottoNL-Jumbo \| + 1m23s \| \| \| 6. \| Rigoberto Urán \| EF Education First-Drapac \| + 1m28s \| \| \| 7. \| Ion Izagirre \| Bahrain-Merida \| + 1m40s \| \| \| 8. \| Enric Mas \| Quick-Step Floors \| + 1m47s \| \| \| 9. \| Tony Gallopin \| AG2R La Mondiale \| + 1m55s \| \| \| 10. \| Emanuel Buchmann \| Bora-Hansgrohe \| + 2m08s \| \| |                    |                           |           |
| |                    |                           |           |
| Fonte: ProCyclingStats |                    |                           |           |
| Classificação geral |                    |                           |           |
| Ciclista | Ciclista           | Equipe                    | Tempo     |
| 1. | Simon Yates        | Mitchelton-Scott          | 59h11m18s |
| 2. | Alejandro Valverde | Movistar Team             | + 20s     |
| 3. | Nairo Quintana     | Movistar Team             | + 25s     |
| 4. | Miguel Ángel López | Astana                    | + 47s     |
| 5. | Steven Kruijswijk  | LottoNL-Jumbo             | + 1m23s   |
| 6. | Rigoberto Urán     | EF Education First-Drapac | + 1m28s   |
| 7. | Ion Izagirre       | Bahrain-Merida            | + 1m40s   |
| 8. | Enric Mas          | Quick-Step Floors         | + 1m47s   |
| 9. | Tony Gallopin      | AG2R La Mondiale          | + 1m55s   |
| 10. | Emanuel Buchmann   | Bora-Hansgrohe            | + 2m08s   |

### Classificação por pontos
| Classificação por pontos | Classificação por pontos | Classificação por pontos | Classificação por pontos | Classificação por pontos |
| Ciclista                 | Ciclista                 | Equipe                   | Pontos                   |                          |
| ------------------------ | ------------------------ | ------------------------ | ------------------------ | ------------------------ |
| 1.                       | Alejandro Valverde       | Movistar Team            | 101 pts                  |                          |
| 2.                       | Peter Sagan              | Bora-Hansgrohe           | 83 pts                   |                          |
| 3.                       | Benjamin King            | Dimension Data           | 68 pts                   |                          |
| 4.                       | Dylan Teuns              | BMC Racing Team          | 68 pts                   |                          |
| 5.                       | Elia Viviani             | Quick-Step Floors        | 66 pts                   |                          |
| 6.                       | Danny van Poppel         | LottoNL-Jumbo            | 56 pts                   |                          |
| 7.                       | Michał Kwiatkowski       | Team Sky                 | 54 pts                   |                          |
| 8.                       | Alessandro De Marchi     | BMC Racing Team          | 53 pts                   |                          |
| 9.                       | Giacomo Nizzolo          | Trek-Segafredo           | 53 pts                   |                          |
| 10.                      | Miguel Ángel López       | Astana                   | 51 pts                   |                          |

### Classificação da montanha
| Classificação da montanha | Classificação da montanha    | Classificação da montanha  | Classificação da montanha | Classificação da montanha |
| Ciclista                  | Ciclista                     | Equipe                     | Pontos                    |                           |
| ------------------------- | ---------------------------- | -------------------------- | ------------------------- | ------------------------- |
| 1.                        | Luis Ángel Maté              | Cofidis, Solutions Crédits | 64 pts                    |                           |
| 2.                        | Thomas De Gendt              | Lotto-Soudal               | 54 pts                    |                           |
| 3.                        | Benjamin King                | Dimension Data             | 40 pts                    |                           |
| 4.                        | Bauke Mollema                | Trek-Segafredo             | 34 pts                    |                           |
| 5.                        | Pierre Rolland               | EF Education First-Drapac  | 26 pts                    |                           |
| 6.                        | Michał Kwiatkowski           | Team Sky                   | 15 pts                    |                           |
| 7.                        | Simon Yates                  | Mitchelton-Scott           | 12 pts                    |                           |
| 8.                        | Óscar Rodríguez Garaicoechea | Euskadi-Murias             | 12 pts                    |                           |
| 9.                        | Alejandro Valverde           | Movistar Team              | 10 pts                    |                           |
| 10.                       | Miguel Ángel López           | Astana                     | 10 pts                    |                           |

### Classificação da combinada
| Classificação de combinados | Classificação de combinados | Classificação de combinados | Classificação de combinados | Classificação de combinados |
| Ciclista                    | Ciclista                    | Equipe                      | Pontos                      |                             |
| --------------------------- | --------------------------- | --------------------------- | --------------------------- | --------------------------- |
| 1.                          | Alejandro Valverde          | Movistar Team               | 12 pts                      |                             |
| 2.                          | Simon Yates                 | Mitchelton-Scott            | 19 pts                      |                             |
| 3.                          | Miguel Ángel López          | Astana                      | 24 pts                      |                             |
| 4.                          | Michał Kwiatkowski          | Team Sky                    | 33 pts                      |                             |
| 5.                          | Benjamin King               | Dimension Data              | 33 pts                      |                             |
| 6.                          | Nairo Quintana              | Movistar Team               | 39 pts                      |                             |
| 7.                          | Bauke Mollema               | Trek-Segafredo              | 50 pts                      |                             |
| 8.                          | Rafał Majka                 | Bora-Hansgrohe              | 54 pts                      |                             |
| 9.                          | Dylan Teuns                 | BMC Racing Team             | 55 pts                      |                             |
| 10.                         | Thibaut Pinot               | Groupama-FDJ                | 61 pts                      |                             |

### Classificação por equipas
| Classificação por equipes | Classificação por equipes                | Classificação por equipes | Classificação por equipes |
| Equipe                    | Equipe                                   | Tempo                     |                           |
| ------------------------- | ---------------------------------------- | ------------------------- | ------------------------- |
| 1.                        | Bahrain-Merida                           | 177h31m32s                |                           |
| 2.                        | Movistar Team                            | + 6m42s                   |                           |
| 3.                        | Bora-Hansgrohe                           | + 20m43s                  |                           |
| 4.                        | Lotto NL-Jumbo                           | + 26m36s                  |                           |
| 5.                        | Sky                                      | + 28m00s                  |                           |
| 6.                        | Dimension Data                           | + 33m48s                  |                           |
| 7.                        | AG2R La Mondiale                         | + 35m07s                  |                           |
| 8.                        | EF Education First-Drapac p/b Cannondale | + 35m57s                  |                           |
| 9.                        | Astana                                   | + 42m19s                  |                           |
| 10.                       | Euskadi Basque Country-Murias            | + 53m24s                  |                           |

## Abandonos
- Dylan van Baarle, não toma a saída devido a uma queda depois da finalização da 12.ª etapa.[2]
- Pavel Sivakov, abandono durante a etapa depois de não acabar de se recuperar de uma queda dias atrás.[2]